# Babeta
La babeta es un fideo grueso, de sección rectangular y de tamaño mediano o grande que se empezó a hacer en las fábricas de pasta que instalaron los italianos en el siglo XVIII en las costas mediterráneas y del sur de Andalucía.
Utilizado en los algunos platos típicos gaditanos. Tradicional de la cocina marinera, dado que permitía cocinarlo en el propio barco con los productos de la pesca del día. 

## Etimología
La palabra tiene sus orígenes en el latín directamente o pasando a través del italiano.

## Diferentes preparaciones
- Caballa con babetas
- Choco con babetas
- Puchero gaditano

- Datos: Q5715942